# マルコ・ホーフシュナイダー
マルコ・ホーフシュナイダー （Marco Hofschneider、1969年- ）はドイツの俳優。
1990年にアニエスカ・ホランドの『ヨーロッパ・ヨーロッパ』でデビューし、ドイツで映画・舞台・テレビに出演。その後アメリカに渡り、1997年からカリフォルニア大学で映画製作を学んだ。近年はドイツ、アメリカ、イギリスと幅広く活躍している。

## 代表作
- 僕を愛したふたつの国/ヨーロッパ ヨーロッパ Europa Europa (1990)
- 不滅の恋/ベートーヴェン Immortal Beloved (1994)
- D.N.A./ドクター・モローの島 The Island of Dr. Moreau (1996)
- ルール2 Urban Legends: Final Cut (2000)